# 佛罗里达影评人协会
佛罗里达影评人协会（英語：Florida Film Critics Circle）是美国佛罗里达州的影视评论家协会，也是出版机构和网站，它每年对电影进行一年一度的评奖，称为“佛罗里达影评人协会奖”。

## 分类
- 最佳男主角
- 最佳女主角
- 最佳动画片
- 最佳演员（或最佳群戲）
- 最佳摄影
- 最佳导演
- 最佳纪录片
- 最佳电影
- 最佳外语片
- 最佳剧本
- 最佳配乐
- 最佳視覺效果
- 最佳男配角
- 最佳女配角

## 多次荣膺奖项电影
| 年份     | 作品                 | 奖项                                                        | 备注  |
| -------- | -------------------- | ----------------------------------------------------------- | ----- |
| 连得四奖 | 《盗梦空间》         | 最佳原创剧本、最佳摄影、最佳产品设计/艺术指导、最佳视觉效果 | [ 1 ] |
| 连得四奖 | 《老无所依》         | 最佳影片、最佳导演、最佳男配角、最佳摄影                    | [ 2 ] |
| 连得四奖 | 《无间道风云》       | 最佳影片、最佳导演、最佳男配角、最佳剧本                    | [ 3 ] |
| 连得四奖 | 《断背山》           | 最佳影片、最佳导演、最佳男配角、最佳摄影                    |       |
| 连得四奖 | 《杯酒人生》         | 最佳影片、最佳导演、最佳男配角、最佳剧本                    |       |
| 连得四奖 | 《兰花窃贼》         | 最佳影片、最佳男配角、最佳女配角、最佳剧本                  |       |
| 连得四奖 | 《冰血暴》           | 最佳影片、最佳女主角、最佳导演、最佳剧本                    |       |
| 连得三奖 | 《后人》             | 最佳影片、最佳女配角、最佳改编剧本                          | [ 4 ] |
| 连得三奖 | 《社交网络》         | 最佳影片、最佳导演、最佳改编剧本                            | [ 1 ] |
| 连得三奖 | 《型男飞行日志》     | 最佳影片、最佳导演、最佳男主角                              |       |
| 连得三奖 | 《贫民窟百万富翁》   | 最佳影片、最佳导演、最佳剧本                                | [ 5 ] |
| 连得三奖 | 《指环王：王者归来》 | 最佳影片、最佳导演、最佳摄影                                |       |
| 连得三奖 | 《毒品网络》         | 最佳影片、最佳导演、最佳男配角                              |       |
| 连得三奖 | 《莎翁情史》         | 最佳影片、最佳女主角、最佳剧本                              |       |
| 连得三奖 | 《洛城机密》         | 最佳导演、最佳摄影、最佳剧本                                |       |
| 连得二奖 | 《灵魂的重量》       | 最佳男主角、最佳女主角                                      |       |
| 连得二奖 | 《》                 | 最佳男主角、最佳男配角                                      |       |
| 连得二奖 | 《天上人间》         | 最佳女主角、最佳摄影                                        |       |
| 连得二奖 | 《纽约黑帮》         | 最佳男主角、最佳导演                                        |       |
| 连得二奖 | 《天使爱美丽》       | 最佳影片、最佳外语片                                        |       |
| 连得二奖 | 《卧虎藏龙》         | 最佳摄影、最佳外语片                                        |       |
| 连得二奖 | 《欲望小镇》         | 最佳剧本、最佳合作演出                                      |       |
| 连得二奖 | 《美国丽人》         | 最佳男主角、最佳导演                                        |       |
| 连得二奖 | 《木兰花》           | 最佳影片、最佳合作演出                                      |       |
| 连得二奖 | 《泰坦尼克号》       | 最佳电影、最佳摄影                                          |       |
| 连得二奖 | 《性书大亨》         | 最佳男配角、最佳女配角                                      |       |